# موستی
موستی (به انگلیسی: Mustii) با نام کامل توماس میشل ماستین (به انگلیسی: Thomas Michel Mustin) (زاده ۲۱ نوامبر ۱۹۹۰) بازیگر، خواننده و ترانه‌سرا بلژیکی است.
او نماینده بلژیک در یوروویژن ۲۰۲۴ بود.